# Coppa CEMAC 2013
La Coppa CEMAC 2013 (2013 CEMAC Cup) fu l'ottava edizione della Coppa CEMAC, competizione calcistica per nazione organizzata dalla UNIFFAC. La competizione si svolse in Gabon dal 9 dicembre al 21 dicembre 2013 e vide la partecipazione di sei squadre: Camerun, Ciad, Gabon, Guinea Equatoriale, Rep. Centrafricana e Rep. del Congo.

## Formula
- Qualificazioni

Nessuna fase di qualificazione. Le squadre sono qualificate direttamente alla fase finale.
- Fase finale

Fase a gruppi - 6 squadre, divise in due gruppi da tre squadre, giocano partite di sola andata. Le prime due classificate si qualificano per la fase a eliminazione diretta.
Fase a eliminazione diretta - 4 squadre, giocano partite di sola andata. La vincente si laurea campione CEMAC.

## Squadre partecipanti
| Pr. | Squadra            | Data di qualificazione certa | Partecipante in quanto | Partecipazioni precedenti al torneo          | Ultima presenza     |
| --- | ------------------ | ---------------------------- | ---------------------- | -------------------------------------------- | ------------------- |
| 1   | Camerun            | -                            | Qualificata di diritto | 7 (2003, 2005, 2006, 2007, 2008, 2009, 2010) | Rep. del Congo 2010 |
| 2   | Ciad               | -                            | Qualificata di diritto | 7 (2003, 2005, 2006, 2007, 2008, 2009, 2010) | Rep. del Congo 2010 |
| 3   | Rep. del Congo     | -                            | Qualificata di diritto | 7 (2003, 2005, 2006, 2007, 2008, 2009, 2010) | Rep. del Congo 2010 |
| 4   | Gabon              | -                            | Qualificata di diritto | 7 (2003, 2005, 2006, 2007, 2008, 2009, 2010) | Rep. del Congo 2010 |
| 5   | Guinea Equatoriale | -                            | Qualificata di diritto | 7 (2003, 2005, 2006, 2007, 2008, 2009, 2010) | Rep. del Congo 2010 |
| 6   | Rep. Centrafricana | -                            | Qualificata di diritto | 7 (2003, 2005, 2006, 2007, 2008, 2009, 2010) | Rep. del Congo 2010 |

Nella sezione "partecipazioni precedenti al torneo", le date in grassetto indicano che la nazione ha vinto quella edizione del torneo, mentre le date in corsivo indicano la nazione ospitante.

## Fase finale

### Fase a gruppi

#### Gruppo A

##### Classifica
| Pos | Squadra            | P.ti | G | V | N | P | GF | GS | DR |
| --- | ------------------ | ---- | - | - | - | - | -- | -- | -- |
| 1   | Gabon              | 6    | 2 | 2 | 0 | 0 | 5  | 1  | +4 |
| 2   | Camerun            | 3    | 2 | 1 | 0 | 1 | 2  | 4  | -2 |
| 3   | Guinea Equatoriale | 0    | 2 | 0 | 0 | 2 | 2  | 4  | -2 |

##### Risultati
| 9 dicembre 2013 | Gabon | 3 – 0 | Camerun |  |

| 12 dicembre 2013 | Camerun | 2 – 1 | Guinea Equatoriale |  |

| 15 dicembre 2013 | Gabon | 2 – 1 | Guinea Equatoriale |  |

#### Gruppo B

##### Classifica
| Pos | Squadra            | P.ti | G | V | N | P | GF | GS | DR |
| --- | ------------------ | ---- | - | - | - | - | -- | -- | -- |
| 1   | Rep. Centrafricana | 4    | 2 | 1 | 1 | 0 | 1  | 0  | +1 |
| 2   | Rep. del Congo     | 4    | 2 | 1 | 1 | 0 | 1  | 0  | +1 |
| 3   | Ciad               | 0    | 2 | 0 | 0 | 2 | 0  | 2  | -2 |

##### Risultati
| 11 dicembre 2013 | Ciad | 0 – 1 | Rep. del Congo |  |

| 13 dicembre 2013 | Rep. Centrafricana | 1 – 0 | Ciad |  |

| 16 dicembre 2013                             | Rep. del Congo       | 0 – 0 | Rep. Centrafricana |  |
| \| \| \| \| \| \| Tiri di rigore 4 – 5 \| \| |                      |       |                    |  |
|                                              |                      |       |                    |  |
|                                              | Tiri di rigore 4 – 5 |       |                    |  |

### Fase a eliminazione diretta

#### Tabellone
|  | Semifinali         | Semifinali         | Semifinali         |                    |       | Finale          | Finale          | Finale          |  |
|  |                    |                    |                    |                    |       |                 |                 |                 |  |
|  | Gabon              | Gabon              | 1                  |                    |       |                 |                 |                 |  |
|  | Gabon              | Gabon              | 1                  |                    |       |                 |                 |                 |  |
|  | Rep. del Congo     | Rep. del Congo     | 0                  |                    |       |                 |                 |                 |  |
|  | Rep. del Congo     | Rep. del Congo     | 0                  |                    | Gabon | Gabon           | 2               |                 |  |
|  |                    |                    |                    |                    | Gabon | Gabon           | 2               |                 |  |
|  |                    |                    | Rep. Centrafricana | Rep. Centrafricana | 0     |                 |                 |                 |  |
|  | Rep. Centrafricana | Rep. Centrafricana | Rep. Centrafricana | Rep. Centrafricana | 0     | 2 (4)           |                 |                 |  |
|  | Rep. Centrafricana | Rep. Centrafricana |                    |                    |       | 2 (4)           |                 |                 |  |
|  | Camerun            | Camerun            | 2 (3)              |                    |       | Finale 3º posto | Finale 3º posto | Finale 3º posto |  |
|  | Camerun            | Camerun            | 2 (3)              |                    |       |                 |                 |                 |  |
|  |                    |                    |                    |                    |       |                 |                 |                 |  |
|  |                    |                    |                    |                    |       | Rep. del Congo  | Rep. del Congo  | 2               |  |
|  |                    |                    |                    |                    |       | Rep. del Congo  | Rep. del Congo  | 2               |  |
|  |                    |                    |                    |                    |       | Camerun         | Camerun         | 1               |  |

#### Semifinali
| 18 dicembre 2013 | Gabon | 1 – 0 (d.t.s.) | Rep. del Congo |  |

| 18 dicembre 2013                             | Rep. Centrafricana   | 2 – 2 | Camerun |  |
| \| \| \| \| \| \| Tiri di rigore 4 – 3 \| \| |                      |       |         |  |
|                                              |                      |       |         |  |
|                                              | Tiri di rigore 4 – 3 |       |         |  |

#### Finale 3º posto
| 20 dicembre 2013 | Rep. del Congo | 2 – 1 | Camerun |  |

#### Finale
| 21 dicembre 2013 | Gabon | 2 – 0 | Rep. Centrafricana |  |